# Balzac (téléfilm, 1999)
Pour les articles homonymes, voir Balzac.
Pour plus de détails, voir Fiche technique et Distribution.
Balzac est un téléfilm franco-italo-allemand en deux parties réalisé par Josée Dayan, diffusé du 13 au 20 septembre 1999 sur la chaîne TF1. Il s'agit de la biographie sur l'écrivain Honoré de Balzac.

## Synopsis
Au moment de mourir, Balzac voit défiler tout son passé. Jeune écrivain malmené, il est poussé par l'envie de réussir quelque chose de grand. Soutenu par Laure de Berny, il se lance dans l'imprimerie et l'édition sans grand succès, mais c'est avec sa plume qu'il arrivera à la gloire, grâce au soutien constant de madame de Berny. Balzac devient un écrivain que les lecteurs et les lectrices dévorent.

## Fiche technique
Sauf indication contraire, les informations mentionnées dans cette section peuvent être confirmées par la base de données cinématographiques IMDb,  présente dans la section « Liens externes ».
- Titre original et francophone : Balzac
- Titre allemand : Balzac - Ein Leben voller Leidenschaft
- Titre italien : Balzac : Una vita di Passioni
- Titre grec : Μπαλζάκ : Η ζωή εμπνέει
- Réalisation : Josée Dayan
- Scénario : Didier Decoin
- Musique : Bruno Coulais
- Décors : Richard Cunin
- Costumes : Jean-Philippe Abril, Emmanuelle Corbeau et Samy Douib
- Photographie : Willy Stassen
- Montage : Pauline Casalis, Adeline Yoyotte et Marie-Josèphe Yoyotte
- Production : Édith Colnel et Jean-Pierre Guérin
- Sociétés de production : DD Productions, GMT Productions, Mediaset, Taurus Film et TF1
- Société de distribution : TF1 Distribution
- Format : couleur – 1,33:1 – 35 mm – son stéréo
- Pays de production :  France,  Italie,  Allemagne
- Langue originale : français
- Genre : biographie, drame, historique, romance
- Durée : 180 minutes
- Dates de première diffusion :
  - France : 13 et 20 septembre 1999[1],[2]
  - Allemagne : 2 janvier 2000 sur Sat.1

## Distribution

### Acteurs principaux
- Gérard Depardieu : Honoré de Balzac
  - Enguerran Demeulenaere : Balzac, enfant
- Jeanne Moreau : Charlotte-Laure
- Fanny Ardant : Ève Hańska
- Virna Lisi : Laure de Berny

### Acteurs secondaires
- Katja Riemann : Laure d’Abrantès
- Claude Rich : le maître Plissoud
- Gert Voss : Victor Hugo
- Sergio Rubini : Eugène Sue
- François Marthouret : Dr Jean-Baptiste Nacquart
- Marianne Denicourt : Adèle Hugo
- Gottfried John : le comte Hański
- Pascal Vannson : Paradis
- Hervé Briaux : Charles Sédillot

### Autres
- Didier Lesour : le surveillant bossu
- Cédric Chevalme : le charretier
- Franck Manzoni : le sergent de ville
- Jean-François Lapalus : le contremaître
- Saturnin Barré : Léon
- Yves Penay : le marchand de café
- Cyril Anrep : le joueur
- Franck de Lapersonne : le tailleur buisson
- Roland Blanche : l'éditeur Urbain Canel
- Michel Pilorgé : l'éditeur Charles Gosselin
- Albert Dray : l'imprimeur
- Stephan Midaven : un ouvrier de l'imprimerie
- Dadzu : l'orfèvre
- René Smotek : l'employé journal
- Sébastien Thiéry : le sergent major
- Jacques Seiler : le vieil officier
- Dominique Besnehard : l'éditeur Edmond Werdet
- Lucie Volmanova : Anna, fille d'Ève Hańska
- Jeanne Balibar : Alina Moniuzko
- Sunnyi Melles : la baronne von Galvenberg
- Katja Studt : Anne Hanska
- Roland Bertin : Stendhal
- Stanislas Hybler : un témoin
- Zdenek Pechacek : un témoin
- Martin Kubacak : Dimitri
- Frantisek Dominik Stanek : l'employé des archives
- Vladislav Georgiev : Grouillot
- Maximilien Regiani : le commissaire
- Philippe Lehembre : M. de Margonne
- Monique Couturier : Mme de Margonne
- Alex Szogyi : le cartomancier
- Thomas Badek : l'imprimeur
- Alain Rimoux : l'éditeur
- Nicolas Pignon : le directeur du journal
- Julie Dumas : le concierge
- Alexandre Arbatt : Polianov

## Production

### Développement
Cette production est une première pour la télévision française, d'une valeur de 32 millions de francs par épisode, soit plus que la mini-série Le Comte de Monte-Cristo (1998) de Josée Dayan, comprenant une cinquantaine de décors, 850 figurants, 1 500 costumes d'époques, ainsi qu'une centaine de techniciens

### Attribution des rôles
Durant la pré-production, grâce à l'appel de Gérard Depardieu la veille, Jeanne Moreau s'est vue proposer le rôle de Laure de Berny par Josée Dayan, qui n'osait pas la joindre directement, et a avoué que le rôle de la mère de Balzac l' « intéressait parce que l'ambiguïté lui plaisait toujours. ».

### Tournage

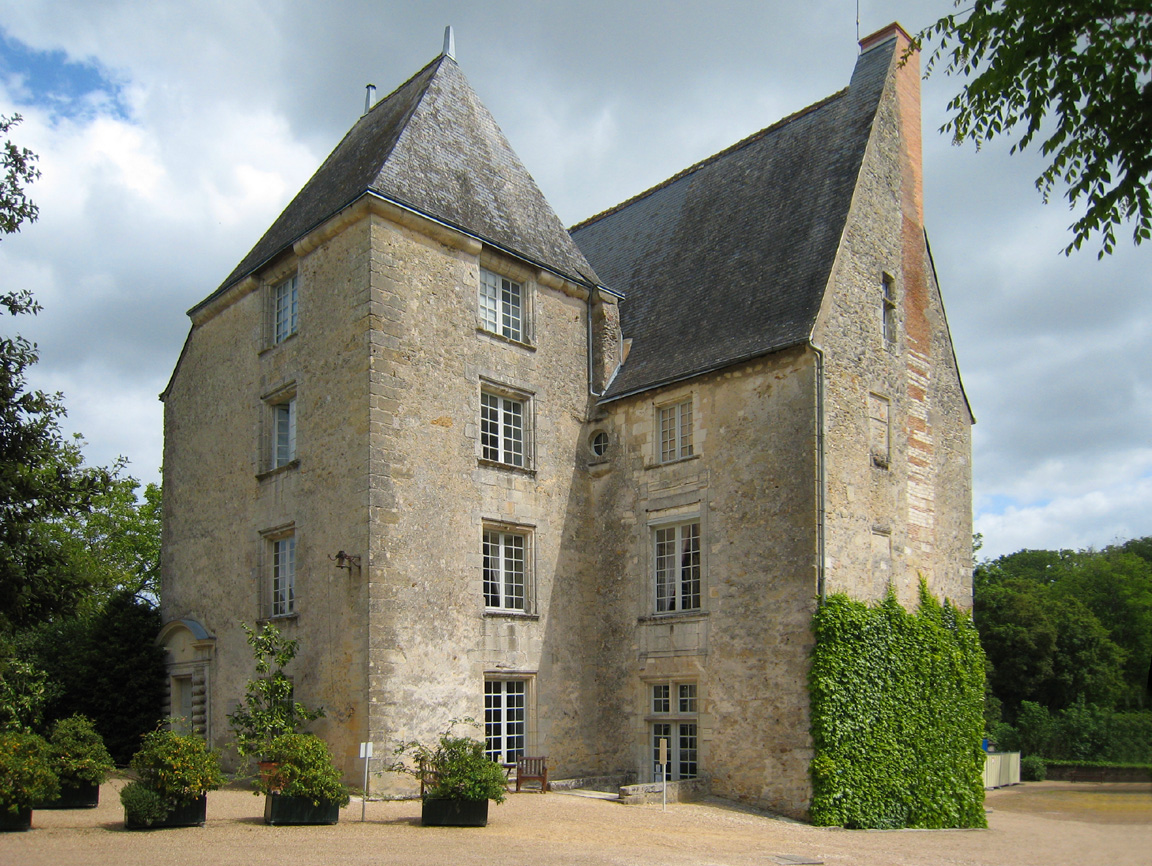
Le château de Saché.

Le tournage commence en septembre 1998, en Indre-et-Loire, notamment à Saché pour le château, à Tours pour l'hôtel Mame dans la rue Émile-Zola et à Azay-sur-Cher, ainsi qu'en Nouvelle-Aquitaine, à Bordeaux,, ainsi qu'en Val-d'Oise, précisément à Luzarches pour l'église et à Pontoise pour le quartier de la Harengerie, et dans Paris, pour le quartier du Marais. Il a duré une quarantaine de jours. Il a également lieu, en novembre de la même année, en République tchèque, pour deux mois à Karlovy Vary.

### Musique
La musique du téléfilm est composée par Bruno Coulais.

## Audience
La première partie est diffusée le 13 septembre 1999, sur la chaîne TF1, attirant 7,36 millions de téléspectateurs (33,7 % de part de marché).